# MBC Every 1
MBC Every 1 (MBC 에브리원, 엠비씨 에브리원) là mạng lưới truyền hình trả tiền của Hàn Quốc, chuyên về giải trí - và nhiều chương trình liên quan. Nó là một công ty con của MBC Plus.

## Chương trình
Đây là những chương trình đang phát sóng của MBC Every 1:

### Chương trình tạp kỹ
- Weekly Idol
- Idol Show
- Star Show 360
- Video Star
- Showtime

### Chương trình đặc biệt
- MelOn Music Awards (2012–nay, phát sóng đồng thời trên MBC Music)[1]